# Maidashi-Kyudaibyoinmae (métro de Fukuoka)
Maidashi-Kyudaibyoinmae (馬出九大病院前駅, Maidashi-Kyūdaibyōinmae-eki) est une station de la ligne Hakozaki du métro de Fukuoka. Elle est située dans l'arrondissement de Higashi à Fukuoka au Japon.

## Situation sur le réseau
Établie en souterrain, Maidashi-Kyudaibyoinmae est située au point kilométrique (PK) 2,1 de la ligne Hakozaki. Elle est située entre la station Chiyo-Kenchoguchi, en direction du terminus ouest Nakasu-Kawabata, et la station Hakozaki-Miyamae, en direction du terminus est Kaizuka.

## Histoire
La station Maidashi-Kyudaibyoinmae est mise en service le 27 avril 1984, lors de l'ouverture du prolongement de la ligne Hakozaki à cette station.

## Services aux voyageurs

### Accès et accueil
La station est ouverte tous les jours.

### Desserte
Maidashi-Kyudaibyoinmae est desservie par les rames de la ligne Hakozaki :
- voie 1 : direction Kaizuka
- voie 2 : direction Nakasu-Kawabata (interconnexion avec la ligne Kūkō pour Meinohama)

Installations et desserte
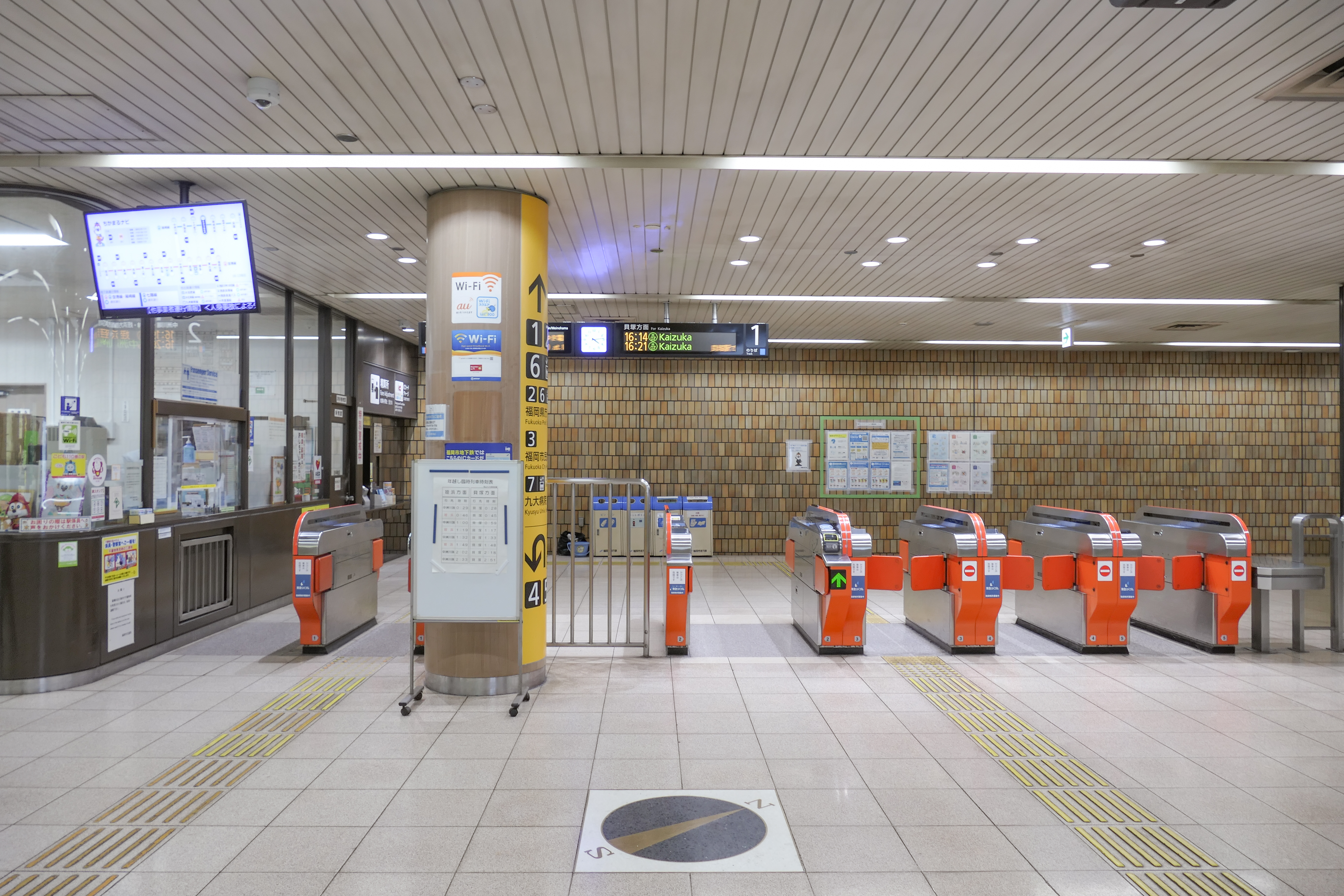
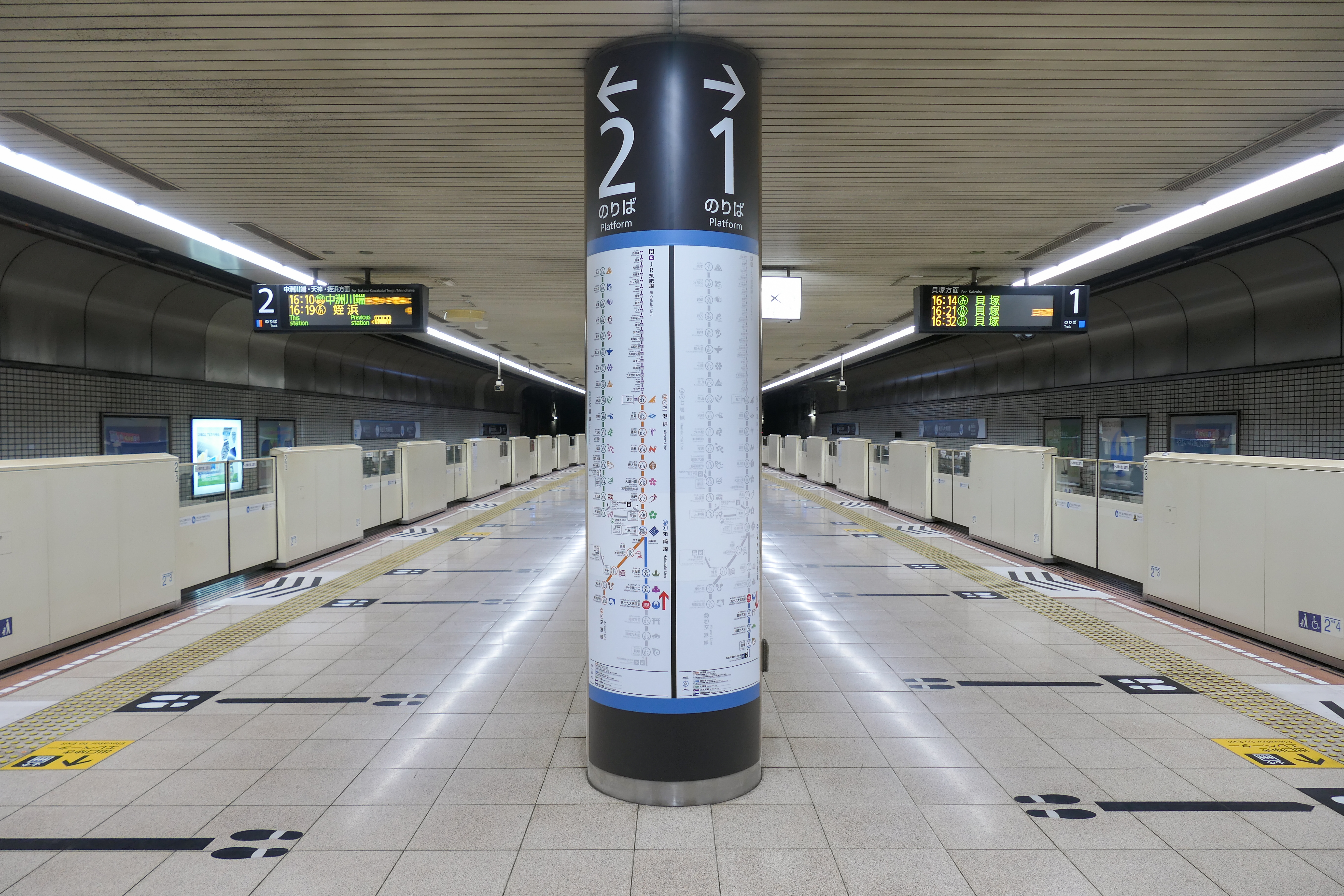

## À proximité
- Université de Kyūshū